# Nicolas Treatt
 (juin 2024).
Nicolas Treatt (né à Arbin le 30 avril 1927 et mort à Paris 6e le 11 juillet 2011) est un photographe français d’origine russe. Son œuvre principale est constituée de presque un million de photographies de théâtre (à Paris et au Festival d'Avignon), entre 1960 et 2000. Portraitiste, photographe de théâtre et de la vie quotidienne, il aime aussi fixer les paysages-nuages et les traces dans les villes, pendant ses vacances en France, en Australie et dans le monde entier.

## Parcours
À l'adolescence, il voyage en Australie et s'intéresse par hasard à la photographie. Il passe ensuite à l'école du photographe de cinéma William Mortensen (en) en Californie. En 1960, il part en Europe et il réalise lors d’une tournée Karsenty-Herbert, ses premières photographies de théâtre à Lausanne. Il fréquente aussi l'école de photographie de Vevey. Il s'installe à Paris en 1963. Patrice Chéreau et Nicolas Treatt se rencontrent en 1965. Chéreau est un jeune metteur en scène prometteur qui va prendre la direction du théâtre de Sartrouville l’année suivante.
Les photographies de Nicolas Treatt illustrent l'exposition et le livre "Scénographie, 40 ans de création".

## Enseignement
À la fin des années 1980, Nicolas Treatt anime plusieurs ateliers pour les jeunes (13-21 ans)[réf. souhaitée], avec lesquels il partage sa pratique de la prise de vue et du laboratoire, jusqu’à la mise en place d’une exposition[source secondaire souhaitée], notamment dans les villes de Nevers et d’Avignon.

## Technique
Il travaille comme un artisan. À la même place qu’un spectateur, il photographie le théâtre à main levée pour rester mobile, sans trépied, en s’aidant éventuellement des sièges. À son domicile, il développe lui-même ses négatifs, ses tirages, réalise ses retouches et va jusqu’à rouler ses pellicules à la main dans les cartouches et confectionner ses produits chimiques pour le développement. Il achète ses pellicules en bobines, au mètre, et lorsque les grands noms de l’industrie de la photographie argentique ne lui fournissent plus la qualité des papiers qu’il recherche, il s’approvisionne en Allemagne chez le petit fabricant Tura AG, à Düren[source secondaire souhaitée]. La révolution numérique n’arrive qu’à la fin de sa vie : le reportage que la RTBF lui consacre le décrit avec humour comme « le dernier dinosaure».